# Raquete de tênis de mesa

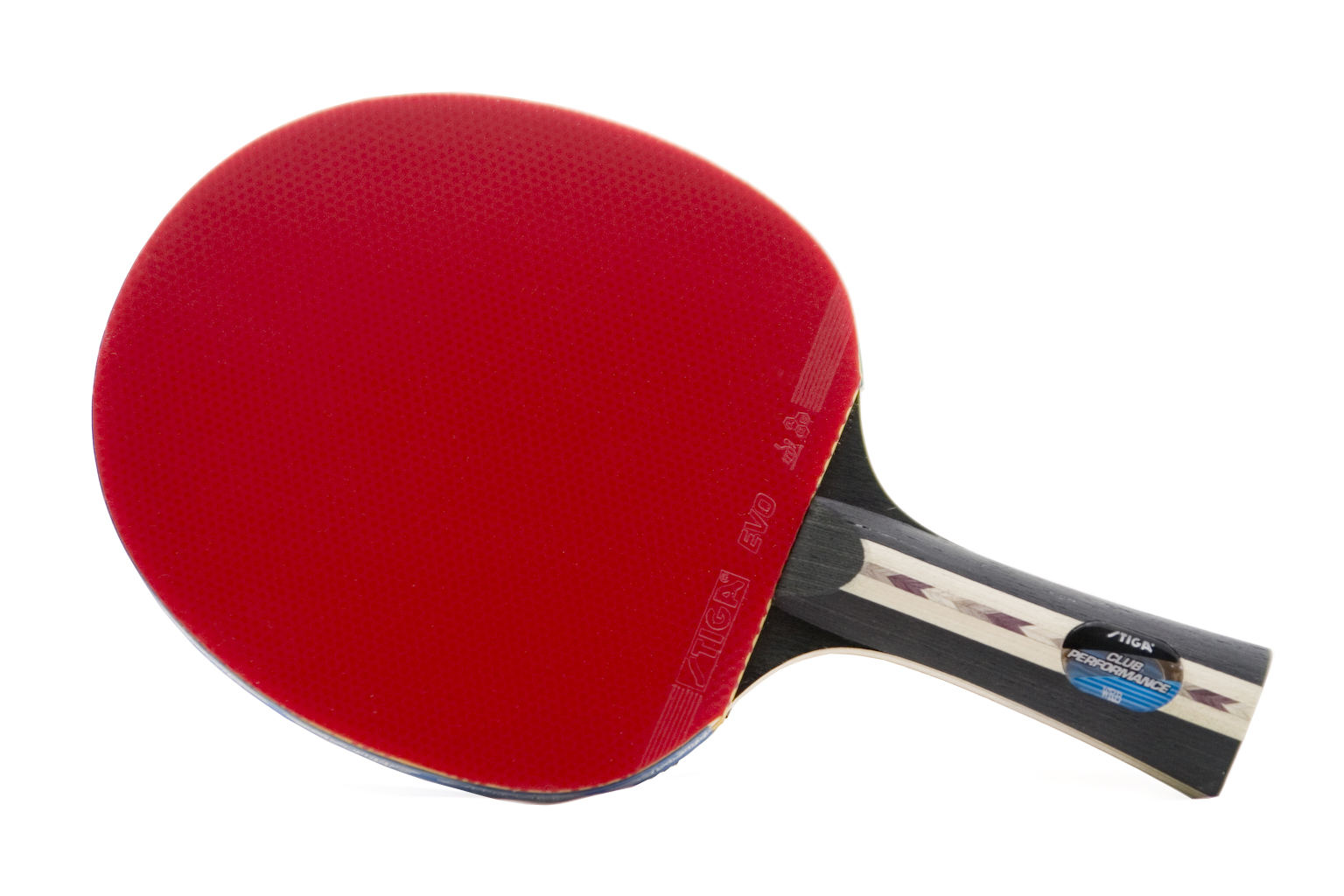

A raquete de tênis de mesa usada nas competições de tênis de mesa pode ser de qualquer tamanho, forma ou peso, porém a lâmina deve ser plana e rígida. Além disso, pelo menos 85%  do material da raquete em relação à espessura deve ser de madeira natural.
O lado da raquete utilizado para bater na bola deve ser coberto por uma borracha com pinos para fora tendo uma espessura máxima de 2 mm ou uma borracha "sanduíche" com pinos para dentro ou para fora tendo uma espessura máxima de 4 mm.
As raquetes devem ter pelo menos um material de cobertura que não deve se estender além dos limites da lâmina da raquete, bem como não deve ser curto a ponto de permitir que a bola bata diretamente na madeira da raquete.
Até o dia 1 de Outubro de 2021, o material de cobertura deveria ser obrigatoriamente de cor fosca vermelho-vivo de um lado e preto do outro. Na mesma data, a Federação Internacional de Tênis de Mesa (ITTF) ratificou a permissão de oficial de uso das cores rosa, lilás, verde-claro e azul-claro em alternativa à cor vermelha. O lado preto permanece obrigatório. Mesmo que um dos lados não possua cobertura, essas cores devem ser aplicadas uma em cada lado da raquete.
Antes do início de uma partida, as raquetes de cada jogador devem ser verificadas pelos àrbitros e pelo jogador adversário. Iniciada a partida a raquete não deve ser trocada sem o consentimento do árbitro e do adversário.
Durante o nascimento do tênis de mesa no século XIX, as raquetes não foram padronizadas — elas eram com cordas e com uma alça longa, e couro, pergaminho, veludo, cortiça, mais tarde — lixa e borracha foram usados como almofadas.